# Pingüí gegant de Kawhia
El pingüí gegant de Kawhia (Kairuku waewaeroa) és una espècie fòssil de pingüí gegant (Sphenisciformes), de la qual les restes fòssils de l'Oligocè s'han trobat al port de Kawhia a l'Illa del Nord de Nova Zelanda.

## Descripció
L'esquelet de l'holotip és un dels esquelets de pingüins gegants més complets que s'han trobat mai. L'anàlisi filogenètica revela un clade que uneix el pingüí gegant de Kawhia (Kairuku waewaeroa), Kairuku waitaki i Kairuku grebneffi, tots ells endèmics de Nova Zelanda. La seva alçada probable era d'1,38 metres, i la longitud del cos des de la punta dels dits fins a la punta del bec d'1,6 metres.

## Descoberta
La descoberta d'aquest fòssil fou especialment atípica. L'any 2006, el club naturalista Hamilton Junior Naturalist Club organitzà una sortida per a infants, que es trobaven en un campament d'estiu al districte de Waikato, per tal de trobar fòssils a la zona de la badia de Kawhia, previsiblement eriçons de mar i mariscs similars, i es trobaren el fòssil d'esquelet de pingüí gegant més complet descobert fins al moment. Quinze anys després es donà per bona la troballa fent pública la notícia a la revista científica Journal of Vertebrate Paleontology.

## Distribució
Els fòssils es van trobar dins de la formació Glen Massey (34,6–27,3 Ma) a l'illa nord de Nova Zelanda.

## Etimologia
Del maori waewae ('cames') i roa ('llargues'), referint-se a les extremitats posteriors allargades.